# Салчива (Хунедоара)
Салчива (рум. Sălciva) насеље је у Румунији у округу Хунедоара у општини Зам. Oпштина се налази на надморској висини од 164 m.

## Прошлост
Аустријски царски ревизор Ерлер је 1774. године констатовао да место припада Каполнашком округу, Липовског дистрикта. Становништво је било претежно влашко.
Када је 1797. године пописан православни клир ту је био један свештеник. Парох поп Максим Поповић (рукоп. 1789) служио се само румунским језиком.

## Становништво
Према подацима из 2002. године у насељу је живело 235 становника.

### Попис2002.
| Расподела становништва по националности 2002.‍ | Расподела становништва по националности 2002.‍ | Расподела становништва по националности 2002.‍ | Расподела становништва по националности 2002.‍ | Расподела становништва по националности 2002.‍ |
| --------------------------------------------- | --------------------------------------------- | --------------------------------------------- | --------------------------------------------- | --------------------------------------------- |
|                                               |                                               |                                               |                                               |                                               |
| Румуни                                        | Румуни                                        |                                               | 218                                           | 94,4%                                         |
| Украјинци                                     | Украјинци                                     |                                               | 13                                            | 5,6%                                          |